# 星島一夫
星島 一夫（ほしじま かずお、1922年9月10日 - 2003年8月3日）は、日本の経済学者（社会政策論）。愛媛大学名誉教授。経済学博士。

## 来歴
岡山県生まれ。昭和23年京都帝国大学法学部卒、昭和26年愛媛大学文理学部助手、昭和44年法文学部教授、附属図書館長、昭和60年法文学部長、愛媛大学退官後松山大学経済学部教授、平成5年今治明徳短期大学長。この間株式会社えひめ勤労者生活情報センター所長も務める。社会政策、労働問題を精力的に研究し、特に来島グループの坪内寿夫の経営姿勢や労務管理に批判的であった。後年には伊賀貞雪・愛媛県知事の推進した「生活文化」を賞賛した。愛媛大学・松山大学等の研究者に呼びかけ、組織した「愛媛政治経済研究会」による『白石春樹の研究』は、保守王国・愛媛に君臨し強烈な光を放った白石のインタビューほかをもとにしてその足跡の検証を、行政学、政治学、社会政策学、経済学、家政学などさまざまな立場からたどり、その総括を試みた労作とされる（白石の「石」は特字でありコード表にないので、通常の字体とした）。
2000年（平成12年）の今治明徳短期大学時代には、「自分探し」のため「歩き遍路」をする若者の姿を見て、学生の遍路体験を提案し、教育プログラムの一環として「歩き遍路」を取り入れ（平成13年度）、現在は同短大の看板授業の一つとなっている。

## 主要著作
- 『「地方の時代」と労働問題』（西村豁通との共編）（啓文社社会政策叢書第4集、1982年）
- 『現代日本の労働問題』（法律文化社、1983年）
- 『現代地域の賃金問題』（愛媛労働問題資料センター、1984年）
- 『坪内寿夫の経営理念批判』（愛媛労働問題資料センター、1986年）
- 『地域を考える』（啓文社、1988年）
- 『生活文化を拓く』（編著）（アリーフ一葉舎、2000年）
- 『白石春樹の研究』（「石」は特字）（編著、啓文社、1993年）
- 『どちら様も生活文化していますか』（シード書房、1992年）